# デニー白川
デニー白川（ - しらかわ、本名：桑木 国照、1942年 - ）は日本の歌手。別名は「日本のナット・キング・コール」。

## バイオグラフィ
1942年神戸に生まれる。湊川神社の近くで育った。
1950年から3年間ほど、ハンク・スノウ、ハンク・ウィリアムズなどのカントリーウエスタンを歌った。
小学5年生の頃より米軍キャンプにプロ歌手として派遣される。
1960年10月、コロンビア・レコードよりデビューした。
19歳のころ、ベニー桑木という芸名で、横浜市の関内のナイトクラブで歌っていた。
1961年5月にナット・キング・コールが来日した際、身の回りの世話や通訳を担当した。
音楽誌「ミュージック・ライフ」の毎月の人気投票でベスト10に入った。
1967年11月、キングレコードより、『伊勢佐木町ブルース』をリリースした。青江三奈の同名の歌よりも1カ月早いリリースであった。作曲の吉田矢健治からは第二のバーブ佐竹（1965年に作詞:山北由希夫、作曲:吉田矢の「女心の唄」で日本レコード大賞新人賞を獲得）として売り出したいとデニーは聞いた。この曲は2万8000枚売れた。
1970年12月、全日本歌謡選手権10週に挑戦、勝ち抜く。
1980～81年、ハワイ・ロサンゼルス・サンフランシスコ・ニューヨーク・オーストラリア・シンガポール・タイ・マニラ・バンコク。香港にて巡業。
現在は音楽界の第一線から退いているが、クラブなどで歌唱を披露することもある。

## 人物
神戸市立北長狭中学校時代は陸上部に在籍しており、健康診断で肺活量を測定したところ、8000ccを超えた。
湯川れい子によるとナット・キング・コールそっくりのハスキーな優しい声で、非常に人気があった。言葉遣いが丁寧で、礼儀正しく、慎み深かった。